# Anania Schirakatsi

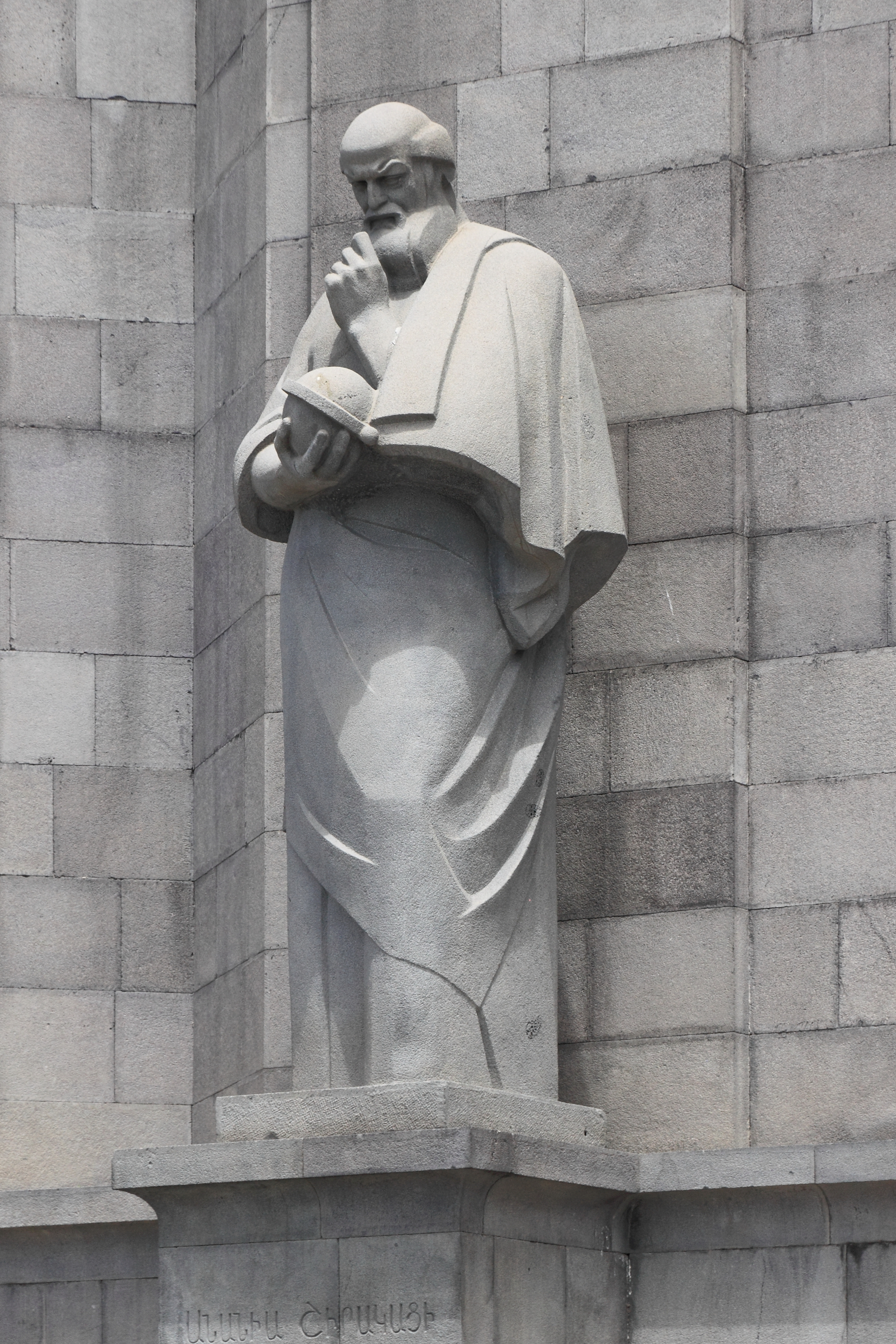
Statue von Anania Schirakatsi vor dem Matenadaran in Jerewan.

Anania Schirakatsi (armenisch Անանիա Շիրակացի, auch Ananias von Schirak; * 610 in Ani; † 685) war ein armenischer Gelehrter, Mathematiker und Geograph.
Bekannt wurde er durch seine beiden Werke Geographie-Führer sowie Kosmographie. Er behauptete, die Erde sei eine Kugel und es gebe mehr als nur Himmel und Erde. Im Jahr 667 lud ihn Anastas, der von 661 bis 667 Katholikos der Armenischen Kirche war, an seinen Amtssitz nach Dvin. Dort fertigte Anania einen Jahreskalender der beweglichen und nicht beweglichen religiösen Feiertage an.
Eine armenische Universität trägt ihm zu Ehren seinen Namen. Der armenische Staatspreis, die Anania-Schirakatsi-Medaille, wird an Wissenschaftler und Erfinder verliehen. Im Jahre 1979 wurde ein Mondkrater nach ihm benannt. Im Jahre 2005 gab die armenische Zentralbank eine Anania-Schirakatsi-Gedächtnismünze heraus.

## Werke
- The Geography of Ananias of Širak : (Ašxarhac'oyc') ; the long and the short recensions. Introd., transl., and commentary by Robert H. Hewsen. Reichert, Wiesbaden 1992. ISBN 978-3-88226-485-2
- Haïg Berbérien: Autobiographie d'Anania Shirakatsi. In: Revue des Études Arméniennes NS 1 (1964) 189–194.